# كازوكي ساميان
كازوكي ساميان (باليابانية: 染矢 一樹) (13 أكتوبر 1986 في أوساكا في اليابان – )؛ هو لاعب كرة قدم ياباني سابق كان يلعب كلاعب وسط.

## وصلات خارجية
- كازوكي ساميان على موقع رابطة كرة القدم اليابانية للمحترفين (اليابانية)
- كازوكي ساميان على موقع قاعدة بيانات كرة القدم.إي يو (الإنجليزية)
- كازوكي ساميان على موقع Soccerway.com (الإنجليزية)
- كازوكي ساميان على موقع عالم كرة القدم.نت (الإنجليزية)